# Anglo-irakische Verträge

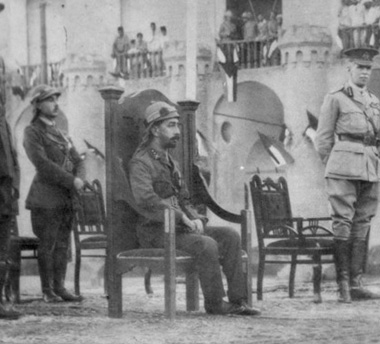
Faisal I. bei seiner Krönung 1921

Als Anglo-irakische Verträge bezeichnet man eine Reihe von Abkommen, die in den 1920er- und 1930er-Jahren zwischen der Regierung des Irak und der britischen Mandatsmacht geschlossen wurden.
Das Gebiet des heutigen Irak, bestehend aus den ehemals türkischen Vilâyet Mosul, Bagdad und Basra, fand sich nach dem Ende des Osmanischen Reiches nach dem Ersten Weltkrieg unter britischer Kontrolle. Auf der Konferenz von San Remo 1920 erhielt Großbritannien das Gebiet vom Völkerbund als Mandatsgebiet zugesprochen. Die drei Vilâyet wurde zum Britischen Mandat Mesopotamien zusammengefasst. Nach dem irakischen Aufstand von 1920/1921 wurde eine haschemitische Monarchie mit König Faisal I. als erstem Herrscher im Irak etabliert. Mit dieser neuen Regierung schlossen die Briten 1922 den ersten anglo-irakischen Vertrag, der Großbritannien für einen festgelegten Zeitraum von 20 Jahren eine Kontrollfunktion in der Verwaltung des Landes zusprach. Im Vertrag von 1926 wurde diese Zeitspanne auf 10 Jahre verkürzt und somit die Entlassung des Irak in die nationale Unabhängigkeit für 1932 angestrebt. Der letzte anglo-irakische Vertrag datiert vom 30. Juni 1930 und verpflichtete beide Staaten zu außenpolitischer Zusammenarbeit und militärischem Beistand. Daneben sicherte er Großbritannien eine militärische Präsenz in Form von Militärbasen bei Basra und Habbanija. 1948 wurde dieser Vertrag unter Ministerpräsident Salih Dschabr erneuert, was zu blutigen antibritischen Unruhen und zu Dschabrs Abdankung führte.